# Artur Bormann
Artur Bormann (* 1903; † 1. Oktober 1986) war ein deutscher Interlinguist und Esperantist. Er begründete die Gesellschaft für Internationale Sprache (GIS) und die Zeitschrift Interlingvistika Informa Servo (ISS, Interlinguistischer Informationsdienst). Als leitender Beamter im Kraftfahrt-Bundesamt wurde er der „Vater des Kraftfahrtbriefes“.

## Leben und Leistungen
Bormann studierte Staatswissenschaften (Jura, Volkswirtschaft und Sozialwissenschaften) an der Humboldt-Universität zu Berlin und erwarb dort 1927 den Doktorgrad. 1952 gründete er in Flensburg die Gesellschaft für Internationale Sprache e.V. (GIS) und war bis 1985 ihr Vorsitzender. Sein Sohn Werner Bormann (1931–2013), Lehrbeauftragter für Interlinguistik an der Universität Hamburg folgte ihm als Vorsitzender der GIS von 1985 bis 2004.
Die Zeitschrift Interlingvistika Informa Servo gab Artur Bormann von 1957 bis 1984 heraus. Es erschienen 108 Hefte mit insgesamt über 1000 Seiten. Unterstützt wurde er durch die Linguisten Björn Collinder (Uppsala), William E. Collinson (Liverpool), die Esperantologen Gaston Waringhien (Paris), Juán Régulo Perez (La Laguna/Teneriffa), den Juristen Ivo Lapenna (London), den Mediziner Giuseppe Canuto (Rom), den Ökonomen Lucien Laurat (Paris) und den Physiker Hans Sirk (Wien).
Bormann entwickelte in Auseinandersetzung mit den üblichen auf sprachliche Aspekte einengenden Interlinguistk-Definitionen eine weit gefasste Definition, die die Interlinguistik als interdisziplinär begreift. Er definierte die Interlinguistik als den „Zweig der Wissenschaft, der die allgemein-politischen, kulturellen, soziologischen und linguistischen Fragen einer von allen Menschen in den internationalen Beziehungen gleichermaßen zu gebrauchenden gemeinsamen Sprache, der internationalen Sprache, erforscht.“
Nach Detlev Blanke unterschied Bormann drei Bereiche der Interlinguistik:
„Die Allgemeine Interlinguistik befasst sich mit der Internationalen Sprache und dem Menschen. Sie geht von ideellen und materiellen Bedürfnissen der Gemeinschaft der Menschen und Völker in der Welt aus, erforscht die für die Gesamtheit wesentlichen Zusammenhänge zwischen Sprache, Individuum und Gesellschaft, leitet daraus Grundsätze für die Auswahl einer internationalen Sprache ab und betrachtet die Wirkungen, die die internationale Sprache in politischer, kultureller, soziologischer  und wirtschaftlicher Hinsicht haben wird.
Die Spezielle Interlinguistik untersucht das Verhältnis zwischen der internationalen Sprache und den nationalen Sprachen und beobachtet, wie sie sich gegenseitig beeinflussen. Es wird dies eine besondere Form der vergleichenden Sprachwissenschaft sein.
Die Praktische Interlinguistik schließlich umfasst das Lehren der internationalen Sprache selbst, des Vokabulars, ihrer Grammatik und Stilistik und verfolgt deren Weiterentwicklung.“
Die Gesellschaft für Interlinguistik (GIL) folgt heute diesem interdisziplinären Ansatz und sieht sich durchaus in der Nachfolge Bormanns. Als die GIS 2004 aufgelöst wurde, sorgte Werner Bormann, der in den 1990er Jahren GIL-Mitglied geworden war, dafür, dass die GIL das Vermögen der GIS erhielt.

## Vater des Kraftfahrtbriefes
Regierungsdirektor Artur Bormann leitete von 1951 bis zu seiner Emeritierung 1968 die Abteilung Zentrale Register des Kraftfahrt-Bundesamtes in Flensburg. Er gilt als „Vater des Kraftfahrtbriefes“. In Anerkennung seiner Verdienste um die Schaffung dieses Fahrzeugbriefes wurde ihm während der Internationalen Automobilausstellung 1975 vom amtierenden Präsidenten des Kraftfahrt-Bundesamtes Heinz Hadeler das Bundesverdienstkreuz am Bande verliehen.

## Werke
- Sistemo de Interlingvistiko. Internacia Informa Servo (ISS), Nr. 2/1957, S. 2–9.
- Grundzüge der Interlinguistik. In: Sprachforum (Köln/Graz), 1958, Vol 3, Nr. 1, S. 14.
- Lingvoscienco laŭ moderna vidpunkto. ISS, Nr. 1/1965, S. 8–9.
- Interlingvo – politiko – kaj realo. In: Heroldo de Esperanto, Nr. 3, S. 1, 3.